# Bythotiara stilbosa
Bythotiara stilbosa is een hydroïdpoliep uit de familie Bythotiaridae. De poliep komt uit het geslacht Bythotiara. Bythotiara stilbosa werd in 1979 voor het eerst wetenschappelijk beschreven door Mills & Rees. 